# Piper esperancanum
Piper esperancanum är en pepparväxtart som beskrevs av Truman George Yuncker. Piper esperancanum ingår i släktet Piper och familjen pepparväxter. Inga underarter finns listade i Catalogue of Life.